# Napomyza pubescens
Napomyza pubescens är en tvåvingeart som beskrevs av Zlobin 1993. Napomyza pubescens ingår i släktet Napomyza och familjen minerarflugor. Inga underarter finns listade i Catalogue of Life.